# Moschiola meminna
El ciervo ratón de Sri Lanka (Moschiola meminna) es una especie de mamífero artiodáctilo de la familia Tragulidae. Es endémica de Sri Lanka. En 2005 se describió la población en India de Moschiola meminna como una especie diferente, Moschiola indica. Habita las zonas áridas de Sri Lanka, mientras que el ciervo-ratón de rayas amarillas (Moschiola kathygre) ocupa las zonas húmedas.